# Kitantsjevo
Kitantsjevo (Bulgaars: Китанчево) is een dorp (село) in de Bulgaarse oblast  Razgrad. Het dorp ligt in de gemeente Isperich en telde op 31 december 2019 zo’n 1350 inwoners. De afstand tussen de Bulgaarse hoofdstad Sofia en het dorp Kitantsjevo is 310 kilometer, terwijl Razgrad op 37 kilometer afstand ligt.

## Bevolking
Op 31 december 2019 telde het dorp 1350 inwoners, grotendeels Bulgaarse Turken (74%) en Turkstalige Roma (23%).
| Inwonersaantal | 1.600 | 1.721 | 1.920 | 2.080 | 1.963 | 1.996 | 1.718 | 1.551 | 1.464 | 1.350 |